# Championnat de Belgique de football de deuxième division 2005-2006
Navigation
Saison précédente Saison suivante
Le Championnat de Belgique de football D2 2005-2006 est remporté par le RAEC Mons.

## Tableau final
| Place | Club                        | Joués | Victoires | Nuls | Défaites | Buts pour | Buts contre | Différence | Points |                          |
| ----- | --------------------------- | ----- | --------- | ---- | -------- | --------- | ----------- | ---------- | ------ | ------------------------ |
| 1er   | RAEC Mons                   | 32    | 18        | 9    | 5        | 58        | 29          | +29        | 63     | Champion                 |
| 2e    | KVSK United                 | 32    | 17        | 10   | 5        | 59        | 35          | +24        | 61     | Tour final D2            |
| 3e    | Verbroedering Geel*         | 32    | 16        | 6    | 10       | 43        | 29          | +14        | 54     | Relégué et Tour final D2 |
| 4e    | Red Star Waasland           | 32    | 14        | 11   | 7        | 55        | 45          | +10        | 53     |                          |
| 5e    | KV Courtrai                 | 32    | 14        | 10   | 8        | 50        | 40          | +10        | 52     |                          |
| 6e    | Oud-Heverlee Louvain        | 32    | 14        | 8    | 10       | 48        | 35          | +13        | 50     |                          |
| 7e    | Royal Antwerp FC            | 32    | 14        | 7    | 11       | 53        | 50          | +3         | 49     |                          |
| 8e    | AS Eupen                    | 32    | 12        | 8    | 12       | 46        | 47          | -1         | 44     |                          |
| 9e    | VW Hamme                    | 32    | 12        | 7    | 13       | 48        | 47          | +1         | 43     | Tour final D2            |
| 10e   | KV Ostende                  | 32    | 10        | 11   | 11       | 44        | 46          | -2         | 41     |                          |
| 11e   | KSK Renaix                  | 32    | 11        | 6    | 15       | 45        | 60          | -15        | 39     |                          |
| 12e   | AFC Tubize                  | 32    | 11        | 5    | 16       | 42        | 47          | -5         | 38     |                          |
| 13e   | FC Malines                  | 32    | 9         | 9    | 14       | 38        | 44          | -6         | 36     |                          |
| 14e   | Royal Excelsior Virton      | 32    | 8         | 12   | 12       | 27        | 39          | -12        | 36     |                          |
| 15e   | Union Saint-Gilloise        | 32    | 8         | 9    | 15       | 37        | 53          | -16        | 33     |                          |
| 16e   | KFC Dessel Sport**          | 32    | 8         | 7    | 17       | 33        | 48          | -15        | 31     | Tour final D3            |
| 17e   | KMSK Deinze***              | 32    | 6         | 5    | 21       | 33        | 65          | -32        | 23     |                          |
| 18e   | Beringen Heusden-Zolder**** | 0     | 0         | 0    | 0        | 0         | 0           | +0         | 0      | Relégué                  |

* Le KFC Verbroedering Geel est relégué en division 3 après avoir essayé d'acheter un joueur adverse pour rejoindre la division 1 la saison précédente.

** Le KFC Dessel Sport qui devait être retrogradé après avoir perdu le tour final D3, peut rester en D2 grâce à la retrogradation de Geel

*** Normalement relégué, le KMSK Deinze reste en division 2 à la suite de la rétrogradation de RAA Louviéroise en division 3.

**** Le K Beringen Heusden-Zolder SK est radié après de gros problèmes financiers. Tous ses résultats sont annulés.

## Tour final D2
Participants : Lierse SK, VW Hamme, KVSK United et KFC Verbroedering Geel
|                    |                    | Score |
| Première journée   |                    |       |
| KVSK United        | Verbroedering Geel | 2-2   |
| Lierse SK          | VW Hamme           | 2-0   |
| Deuxième journée   |                    |       |
| VW Hamme           | KVSK United        | 2-1   |
| Verbroedering Geel | Lierse SK          | 2-3   |
| Troisième journée  |                    |       |
| Verbroedering Geel | VW Hamme           | 2-1   |
| KVSK United        | Lierse SK          | 2-1   |
| Quatrième journée  |                    |       |
| VW Hamme           | Verbroedering Geel | 2-1   |
| Lierse SK          | KVSK United        | 2-1   |
| Cinquième journée  |                    |       |
| VW Hamme           | Lierse SK          | 2-0   |
| Verbroedering Geel | KVSK United        | 1-2   |
| Sixième journée    |                    |       |
| KVSK United        | VW Hamme           | 3-1   |
| Lierse SK          | Verbroedering Geel | 5-0   |

| Place | Équipe             | Joués | Victoires | Nuls | Défaites | Buts pour | Buts contre | Différence | Points |             |
| 1er   | Lierse SK          | 6     | 4         | 0    | 2        | 13        | 7           | +6         | 12     | Reste en D1 |
| 2d    | KVSK United        | 6     | 3         | 1    | 2        | 11        | 9           | +2         | 10     |             |
| 3e    | VW Hamme           | 6     | 3         | 0    | 3        | 8         | 9           | -1         | 9      |             |
| 4e    | Verbroedering Geel | 6     | 1         | 1    | 4        | 8         | 15          | -7         | 4      |             |

Le Lierse SK jouera en division 1 lors de la saison (2006-2007). Geel est rétrogradé en division 3.